# 外部数据表示法
外部数据表示法（External Data Representation，縮寫為XDR）是一种标准数据序列化格式，主要用于计算机网络协议。在OSI模型的表示层中实现。XDR允许把数据包装在独立于介质的结构中，使得数据可以在异构的计算机系统之间传输。从本地表示转换到XDR称为编码，从XDR转换到本地表示称为解码。XDR使用软件来完成变换，所以在不同的操作系统中可以灵活的运用，同样的，XDR独立于传输层。
XDR使用4字节为基本单位，以大端字节序序列化；更小的数据类型在编码后仍占据4字节。变长类型比如字符串和不透明类型被填充为整体上可被4字节整除。浮点数用IEEE 754格式表示。

## 历史和应用
XDR在1980年代中期由Sun Microsystems开发，并在1987年首次广泛发表，在1995年成为IETF標準協定。
XDR数据格式用于了很多系统，包括：
- 网络文件系统
- ZFS文件系统
- NDMP网络数据管理协议
- 开放网络计算远程过程调用
- Legato NetWorker备份软件
- NetCDF (一种科学数据格式)
- R语言
- HTTP-NG（页面存档备份，存于）二进制线路协议
- SpiderMonkey JavaScript引擎，用来序列化/解序列化编译的JavaScript代码
- Ganglia分布式监控系统
- sFlow网络监控标准
- libvirt虚拟化库，API和UI
- Firebird (数据库)用作远程二进制线路协议
- Stellar支付网络

## XDR 数据类型
XDR定义了以下数据类型:
- 布尔
- int – 32-bit整数，unsigned int – 无符号32-bit整数
- hyper – 64-bit整数，unsigned hyper – 无符号64-bit整数
- IEEE浮点数，IEEE 双精度浮点数，四精度浮点数 (新出现在RFC1832)
- 枚举，结构，字符串
- 定长数组，变长数组
- 联合 – 可辨别的联合
- 定长不透明数据，变长不透明数据
- void – 零字节量
- optional – 可选数据的记号类似于C指针，但是表示为“指向”布尔“存在与否”标记的数据类型。语义上这是可选类型。

## 引用
1. ↑  Sun Microsystems. . RFC 1014. Network Working Group. 1987  [July 11, 2011]. （原始内容存档于2019-03-21）.